# 내조의 여왕
《내조의 여왕》은 2009년 3월 16일부터 2009년 5월 19일까지 방영된 문화방송 월화드라마이다. 동시간대 최고시청률을 기록하며 40~60대 여성 시청자에게 큰 인기를 얻은 바 있다. 또한, 이 작품에 출연한 배우들이 다수의 연기상을 수상하였다. 5월 25일에 선덕여왕이 방영하면서 종영되었다. 남편을 일으켜 세우려는 한 여자의 일생일대 성공스토리를 그렸다.

## 등장 인물

### 주요 인물
- 김남주: 천지애 역 - 여주인공, 미시 주부, 달수의 아내
- 오지호: 온달수 역 - 지애의 남편, 평사원
- 이혜영: 양봉순 역 - 지애의 친구, 준혁의 아내
- 최철호: 한준혁 역 - 봉순의 남편, 부장
- 윤상현: 허태준 역 - 소현의 정략 결혼한 남편, 사장
- 선우선: 은소현 역 - 태준의 아내, 달수의 대학 후배
- 김창완: 김홍식 역 - 영숙의 남편, 이사
- 나영희: 오영숙 역 - 홍식의 아내

### 퀸즈푸드 식구들
- 김성겸: 허 회장 역 - 퀸즈그룹 회장, 태준의 아버지
- 유지인: 태준 모 역 - 허 회장의 부인
- 김용희: 하참 역 - 기획부 대리
- 최예진: 향숙 역 - 하참의 부인, 퀸즈 부인회 회원
- 함재희: 공영민 역 - 인사부장의 조카
- 주민하: 정고운 역 - 영민의 부인, 소식통
- 김정학: 양 과장 역
- 황효은: 이슬 역 - 양과장의 부인
- 이매리: 정란 역 - 김과장의 부인

### 서림여고 동창
- 정수영: 지화자 역 - 얼치기 점쟁이
- 박주희: 고미영 역 - 지애의 여고 동창
- 이승아: 김연선 역 - 지애의 여고 동창
- 김도연: 안정숙 역 - 지애의 여고 동창

## 특별 출연
- 김기만: 라디오 MC 역
- 송민형: 미애의 아버지 역
- 김정하: 미애의 어머니 역

## 카메오 출연
- 3회, 김남주의 배우자인 김승우가 경찰 역으로 등장하면서 "아니, 근데 우리 어디서 보지 않았..."이라는 말로 실제 부부임을 암시하여 웃음을 자아냈다.[2]
- 개그맨 최양락은 6회에 출연하여 양봉순이 간 성형외과 원장과 온달수의 대리운전 손님으로 1인 2역을 소화해냈다.[3] 11회에는 쫓남모(집에서 쫓겨난 남자들의 모임) 회원으로 다시 출연하여 오지호, 최철호와 연기하였다.
- 11회, 가수 신동, 개그맨 김신영이 찜질방에서 애정행각을 벌이는 닭살 커플로 출연하였다.[4]
- 14회, 이종격투기 선수 표도르 선수가 허태준의 친구로 등장하여, 온달수와 이종 격투기 시합을 벌였다.[5]
- 16회, 오지호와 환상의 커플에서 호흡을 맞췄던 김성민이 환상의 커플의 캐릭터였던 빌리 박으로 출연하여 시청자들의 폭소를 자아냈다.[6]
- 성우 김동현은 오달수의 회상 장면에서 오달수가 퀸즈푸드에 입사하기 전에 근무하던 회사의 직속 상사로 출연하였다.
- 마지막회, 아나운서 김경화와 무한도전 멤버들(유재석, 박명수, 정형돈, 전진, 노홍철)이 신입사원 면접생으로 등장하였다. 이중 유재석이 퀸즈푸드에 최종 합격했다.[7]

## 시청률
아래의 파란색 숫자는 '최저 시청률'이고, 빨간색 숫자는 '최고 시청률'입니다. 시청률조사회사와 지역별로 시청률에 차이가 있을 수 있습니다.
| 2009년      | 2009년               | 2009년         | 2009년       | 2009년         | 2009년       |
| 회차        | 방송일               | TNmS 시청률    | TNmS 시청률  | AGB 시청률     | AGB 시청률   |
| 회차        | 방송일               | 대한민국(전국) | 서울(수도권) | 대한민국(전국) | 서울(수도권) |
| ----------- | -------------------- | -------------- | ------------ | -------------- | ------------ |
| 제1회       | 첫 번째 여왕         | 8.7%           | 9.8%         | 10.1%          | 11.2%        |
| 제2회       | 두 번째 여왕         | 10.3%          | 10.7%        | 10.9%          | 11.1%        |
| 제3회       | 세 번째 여왕         | 9.6%           | 7.8%         | 12.1%          | 12.2%        |
| 제4회       | 네 번째 여왕         | 11.2%          | 11.8%        | 12.1%          | 12.2%        |
| 제5회       | 다섯 번째 여왕       | 11.5%          | 11.8%        | 11.9%          | 12.9%        |
| 제6회       | 여섯 번째 여왕       | 12.0%          | 11.6%        | 12.8%          | 14.0%        |
| 제7회       | 일곱 번째 여왕       | 20.0%          | 20.7%        | 18.4%          | 19.9%        |
| 제8회       | 여덟 번째 여왕       | 21.3%          | 22.0%        | 21.3%          | 23.4%        |
| 제9회       | 아홉 번째 여왕       | 21.6%          | 22.2%        | 21.3%          | 23.4%        |
| 제10회      | 열 번째 여왕         | 24.1%          | 25.6%        | 21.9%          | 24.2%        |
| 제11회      | 열한 번째 여왕       | 24.2%          | 24.9%        | 24.2%          | 25.6%        |
| 제12회      | 열두 번째 여왕       | 24.4%          | 25.6%        | 24.1%          | 25.6%        |
| 제13회      | 열세 번째 여왕       | 25.2%          | 26.5%        | 25.3%          | 27.6%        |
| 제14회      | 열네 번째 여왕       | 27.4%          | 29.3%        | 25.4%          | 27.3%        |
| 제15회      | 열다섯 번째 여왕     | 26.6%          | 28.4%        | 26.3%          | 29.0%        |
| 제16회      | 열여섯 번째 여왕     | 29.2%          | 31.1%        | 29.1%          | 31.0%        |
| 제17회      | 열일곱 번째 여왕     | 30.4%          | 32.2%        | 28.2%          | 31.1%        |
| 제18회      | 열여덟 번째 여왕     | 30.0%          | 31.8%        | 28.7%          | 31.4%        |
| 제19회      | 열아홉 번째 여왕     | 29.9%          | 29.9%        | 28.1%          | 31.4%        |
| 제20회      | 마지막 여왕 (최종회) | 31.7%          | 33.7%        | 30.6%          | 33.6%        |
| 평균 시청률 | 평균 시청률          | 22.1%          | 23.0%        | 21.1%          | 22.9%        |

## 연장 사유
- 2009년 4월 22일: 내조의 여왕 방영 분량이 16부작에서 4회 연장되어 20부작으로 변경, 확정되었다.
- 원래는 16부작으로 기획되었으나, 4회 연장된 20부작으로 변경되었다.

## 수상 경력
- 2009년 MBC 연기대상 여자 최우수상 김남주
- 2009년 MBC 연기대상 남자 최우수상 윤상현
- 2009년 MBC 연기대상 남자 우수상 최철호
- 2009년 MBC 연기대상 여자 우수상 이혜영
- 2009년 MBC 연기대상 미니시리즈부문 남자 황금 연기상 김창완
- 2009년 MBC 연기대상 미니시리즈부문 여자 황금 연기상 나영희
- 2009년 MBC 연기대상 올해의 작가상 박지은
- 2010년 백상예술대상 TV부문 여자 최우수연기상 김남주
- 2010년 백상예술대상 TV부문 연출상 고동선

## 참고 사항
- MBC는 에덴의 동쪽 후속으로 강풀 만화 원작의 그대를 사랑합니다를 편성할 계획[10]이었으나, 그대를 사랑합니다는 제작비와 배우들의 스케줄 문제로 편성이 백지화되었다.[11]
- 대체 후속작이었던 선덕여왕 편성이 뒤로 미뤄지자 MBC는 2009 외인구단, 탐나는 도다를 에덴의 동쪽 후속으로 편성[12]하려 했지만 내부 사정으로 해당 작품이 편성되었다.
- 캐릭터에 너무 의존한 경향이 있었던 이유[13]로 2009년 12월 열린 제 22회 한국방송작가상 드라마 부문 작가상을 수상하지 못했다.

캐스팅 비화
- 이혜영이 분한 양봉순 역은 당초 오현경이 낙점되었으나, 캐스팅 초반과 달리 극 중 비중이 적어지고 인물의 성격이 달라지는 등 비중 문제로 결국 고사하였다.[14]
- 오현경을 대신하여 박주미가 출연하하는 듯했지만 자녀 교육 문제[15] 등의 이유로 거절하여 이혜영이 최종 캐스팅되었다.
- 최철호가 분한 한준혁 역은 당초 정찬이 낙점되었으나 악관절염 치유로 인해 거절하게 되어[16] 최철호가 대신 맡았다.
- 오지호가 분한 온달수 역은 당초 이성재에게 제의가 갔었으나 본인이 스스로 고사했다.[17]
- 온달수 역의 오지호는 <내조의 여왕>에 캐스팅되기 전 2008년 말 SBS에서 타짜 후속으로 방영 예정이었던 공부의 신에서 강석호 역으로 낙점되었으나 판권 문제로 편성이 취소[18]되자 내조의 여왕으로 발길을 돌렸다. 한편 공부의 신은 2010년 초 KBS 2TV로 방송사가 변경되었으며 오지호 자리에는 김수로가 대신 들어갔다.

## 같이 보기
- 역전의 여왕